# Burnout (computerspelserie)
Burnout is een serie racespellen voor de PlayStation 2, PlayStation 3, PlayStation Portable, Xbox, Xbox 360, Nintendo DS en Nintendo GameCube. Van Burnout Paradise is ook een versie voor Windows uitgebracht. De serie is ontwikkeld door Criterion Games en uitgebracht door Acclaim Entertainment, later overgenomen door Electronic Arts.
In april 2008 maakte de ontwikkelaar bekend wereldwijd ruim 15 miljoen exemplaren van de spelserie te hebben verkocht.

## Ontvangst
Burnout en Burnout 2: Point of Impact kregen goede kritieken, waardoor de serie veel fans kreeg, vooral in Europa. Na Burnout 3: Takedown kreeg de serie een grotere groep fans in de Verenigde Staten.

## Lijst van Burnout-spellen
| Titel                       | Uitgebracht | Systemen                               |
| --------------------------- | ----------- | -------------------------------------- |
| Burnout                     | 2001        | PlayStation 2, Xbox, Nintendo GameCube |
| Burnout 2: Point of Impact  | 2002        | PlayStation 2, Xbox, Nintendo GameCube |
| Burnout 3: Takedown         | 2004        | PlayStation 2, Xbox                    |
| Burnout Revenge             | 2005        | PlayStation 2, Xbox, Xbox 360          |
| Burnout Legends             | 2005        | PlayStation Portable, Nintendo DS      |
| Burnout Dominator           | 2007        | PlayStation 2, PlayStation Portable    |
| Burnout Paradise            | 2008        | PlayStation 3, Xbox 360, Windows       |
| Burnout Crash               | 2011        | PlayStation 3, Xbox 360                |
| Burnout Paradise Remastered | 2018        | PlayStation 4, Xbox One                |